# Karl Theodor Geier
Karl Theodor „K. T.“ Geier (* 31. Januar 1932 in Köln; † 21. März 2020) war ein deutscher Jazzbassist (auch Cello), der seit den 1960er Jahren in der Schweiz arbeitete.

## Leben und Wirken
Geier wurde als fünftes von sechs Kindern in Köln am Rhein 1932 in eine musikalische Familie hineingeboren. Mit elf Jahren erhielt er ersten Cello-Unterricht. Ab 1953 war er in Freiburg im Breisgau als Cellist tätig mit Spezialisierung auf Basso continuo. Ab 1955 studierte er zehn Semester in der Meisterklasse bei Atis Teichmanis an der staatlichen Hochschule für Musik Freiburg. Bereits ab 1948 spielte er als Jazz-Bassist (Autodidakt) und verdiente damit seinen Lebensunterhalt. Mehrfach wurde er als Bassist auf den jährlichen Wettbewerben der Deutschen Jazz Föderation ausgezeichnet. Später war er Mitglied der Modern-Jazz-Freiburg Rhythm-Section, die ausschließlich Solisten aus der Schweiz begleitete (Umberto Arlati, Bruno Spoerri, Raymond Court, Hans Kennel, Franco Ambrosetti, Flavio Ambrosetti) Es folgte die Tätigkeit im George Gruntz Trio (mit Daniel Humair oder Kenny Clarke am Schlagzeug) als Backup vieler amerikanischer Musiker (Chet Baker, Donald Byrd, Johnny Griffin, Dexter Gordon, Sal Nistico, Bobby Jaspar, Lee Konitz) an Festivals in ganz Europa.
1958 und die folgenden Jahre tourte Geier mit dem Barney Wilen Quartet (mit Peter Baumeister am Schlagzeug) durch Deutschland, Frankreich und die Schweiz. Dazu kamen zahllose Auftritte an Festivals und am Fernsehen (unter anderem mit: Albert Heath, Max Roach, Billy Brooks, Kenny Drew, Joe Zawinul, Horace Parlan). Ende der sechziger, Anfang der siebziger Jahre spielte er mit dem Mal Waldron Trio (mit Pierre Favre) und dem Benny Bailey Quartet. Während all der Jahre war Vince Benedetti ein enger musikalischer Weggefährte und Mentor.
Ab 1964 arbeitete er zehn Jahre bei der DRS-Bigband als Bassist sowie zum Schluss auch als Tonmeister. 1975 begann er Jazz-Workshops zu leiten, zuerst in Zürich später in Uster.

## Diskographische Hinweise
- George Gruntz Quintet: Mental Cruelty (Decca 1960, mit Marcel Peeters, Raymond Court, Barney Wilen, Kenny Clarke)
- Gil Cuppini Quintet: What’s New? Vol. 2 (Meazzi 1961, mit George Gruntz, Barney Wilen, Dusko Goykovich)
- Franco Cerri: International Jazz Meeting (Columbia, 1961)
- John Lewis & Albert Mangelsdorff: Animal Dance (Atlantic 1964)
- Franco Cerri: And His European Jazz Stars (Columbia 1969, featuring Lars Gullin, mit Flavio Ambrosetti, Pierre Favre, George Gruntz)
- Metronome Quintett: s’Wonderful (Downtown Rec. 2002)

## Lexigraphische Einträge
- Bruno Spoerri: Biografisches Lexikon des Schweizer Jazz CD-Beilage zu: B. Spoerri (Hrsg.): Jazz in der Schweiz. Geschichte und Geschichten. Chronos-Verlag, Zürich 2005, ISBN 3-0340-0739-6.
- Ueli Staub (Hrsg.): Jazzstadt Zürich. Von Louis Armstrong bis Zürich Jazz Orchestra.  Verlag Neue Zürcher Zeitung, Zürich 2003, ISBN 3-03823-012-X.
- Walter Büchi (Hrsg.), Kathrin Bänziger (Hrsg.) André Bernhard (Hrsg.): Winterthur. Jahrbuch 1999. Stiftung Edition Winterthur, Winterthur 1998.
- Jürgen Schwab, Der Frankfurt Sound. Eine Stadt und ihre Jazzgeschichte(n). Societäts-Verlag, Frankfurt 2004.